# Ephemera
Ephemera (лат.) — род подёнок семейства настоящие подёнки.

## Внешнее строение
Насекомые с прозрачными, часто пятнистыми крыльями. На брюшке имеется рисунок из полос. Эти признаки используются для определения видов. Передняя анальная жилка на передних крыльях простая. Длина парацерков равна длине церок.
Мандибулы личинок с удлиненными слабоизогнутыми отростками («бивнями»). Усики с мутовками тонких щетинок. Голени ног утолщенные, коготки на лапках без зубцов.

## Биология
Личинки фильтраторы детритофаги, обитают в водоёмах с песчаным или илистым дном. Живут в U-образных трубках. Яйца откладывают на поверхность воды. Продолжительность жизненного цикла от года до трёх лет.

## Классификация
В мировой фауне насчитывается 68 видов. Близкородственным родом является Afromera.
- Ephemera albipennis Retzius, 1783
- Ephemera annandalei Chopra, 1937
- Ephemera blanda Traver, 1932
- Ephemera brunnea Hubbard et Peters, 1978
- Ephemera compar Hagen, 1875
- Ephemera consors Eaton, 1892
- Ephemera culiciformis Linnæus, 1758
- Ephemera danica Müller, 1764
- Ephemera diffusa Chopra, 1937
- Ephemera distincta Hubbard, 1982
- Ephemera duporti Lestage, 1921
- Ephemera expectans (Walker, 1860)
- Ephemera exsucca Scudder, 1890
- Ephemera formosana Ulmer, 1920
- Ephemera fulvata Navás, 1935
- Ephemera glaucops Pictet, 1843
- Ephemera guttulata Pictet, 1843
- Ephemera hainanensis You et Gui, 1995
- Ephemera hasalakensis Hubbard, 1983
- Ephemera hellenica Demoulin, 1955
- Ephemera hongjiangensis You et Gui, 1995
- Ephemera howarthi Cockerell, 1908
- Ephemera ignata Poda, 1761
- Ephemera immaculata Eaton, 1871
- Ephemera immobilis Scudder, 1890
- Ephemera interempta Scudder, 1890
- Ephemera jianfengensis You et Gui, 1995
- Ephemera kirinensis Hsu, 1937
- Ephemera lankensis Hubbard, 1983
- Ephemera lineata Eaton, 1870
- Ephemera macilenta Scudder, 1890
- Ephemera mccaffertyi Hwang et Bae, 2008
- Ephemera mooiana McCafferty, 1971
- Ephemera nadinae McCafferty et Edmunds, 1973
- Ephemera nathani Hubbard, 1982
- Ephemera orientalis McLachlan, 1875
- Ephemera parnassiana Demoulin, 1958
- Ephemera postica (Banks, 1914)
- Ephemera pramodi Dubey, 1972
- Ephemera pulcherrima Eaton, 1892
- Ephemera pumicosa Scudder, 1890
- Ephemera purpurata Ulmer, 1919
- Ephemera remensa Eaton, 1892
- Ephemera romantzovi Kluge, 1988
- Ephemera rufomaculata Zhou et Zheng, 2003
- Ephemera sachalinensis Matsumura, 1911
- Ephemera sauteri Ulmer, 1912
- Ephemera separigata Bae, 1995
- Ephemera serica Eaton, 1871
- Ephemera simulans Walker, 1853
- Ephemera soanica Ali, 1967
- Ephemera spilosa Navás, 1936
- Ephemera strigata Eaton
- Ephemera supposita Eaton, 1883
- Ephemera tabifica Scudder, 1890
- Ephemera transbajkalica Tshernova, 1973
- Ephemera traverae Spieth, 1938
- Ephemera varia Eaton, 1883
- Ephemera vulgata Linnaeus, 1758
- Ephemera wanquanensis You et Gui, 1995
- Ephemera wuchowensis Hsu, 1937
- Ephemera yaoshani Hsu, 1937
- Ephemera zettana Kimmins, 1937

## Палеонтология
Ископаемые представители найдены в отложениях эоцена в штате Колорадо (США):
- Ephemera exsucca Scudder, 1890
- Ephemera howarthi Cockerell, 1908
- Ephemera immobilis Scudder, 1890
- Ephemera interempta Scudder, 1890
- Ephemera macilenta Scudder, 1890
- Ephemera pumicosa Scudder, 1890
- Ephemera tabifica Scudder, 1890

## Распространение
Встречаются в Голарктике и Ориентальной области. Центром видового богатства находится в Юго-Восточной Азии и юге Китая, где встречается половина видов рода.